# والاس ستيرلينغ
والاس ستيرلينغ (بالإنجليزية: Wallace Sterling)‏ هو مؤرخ أمريكي، ولد في 6 أغسطس 1906 في Brooke-Alvinston ‏ في كندا، وتوفي في 1 يوليو 1985.